# Homalocephala biumbrata
Homalocephala biumbrata är en tvåvingeart som först beskrevs av Johan August Wahlberg 1838.  Homalocephala biumbrata ingår i släktet Homalocephala, och familjen fläckflugor. Arten är reproducerande i Sverige.